# Robert Casadesus
Robert Casadesus   (9è districte de París, 7 d'abril de 1899 - 14è districte de París, 19 de setembre de 1972) va ser un reconegut pianista i compositor francès del segle xx. Va ser el membre més destacat d'una família musical distingida: nebot d'Henri Casadesus i Marius Casadesus, marit de Gaby Casadesus, i pare de Jean Casadesus.

## Biografia
Robert Marcel Casadesus va néixer a París, i allí va estudiar al Conservatori amb Louis Diémer, obtenint un Premier Prix el 1913 i el Prix Diémer el 1920. Robert va entrar llavors a la classe de Lucien Capet, que va tenir una influència excepcional. Capet havia fundat un famós quartet que portava el seu nom (Capet Quartet) i en el qual van tocar dos dels oncles de Robert: Henri i Marcel. El Quartet assajava sovint a la casa Casadesus, i així va ser que Robert es va exposar a la música de cambra. Els quartets de Beethoven no li guardaven cap secret: els coneixia cap enrere i endavant.

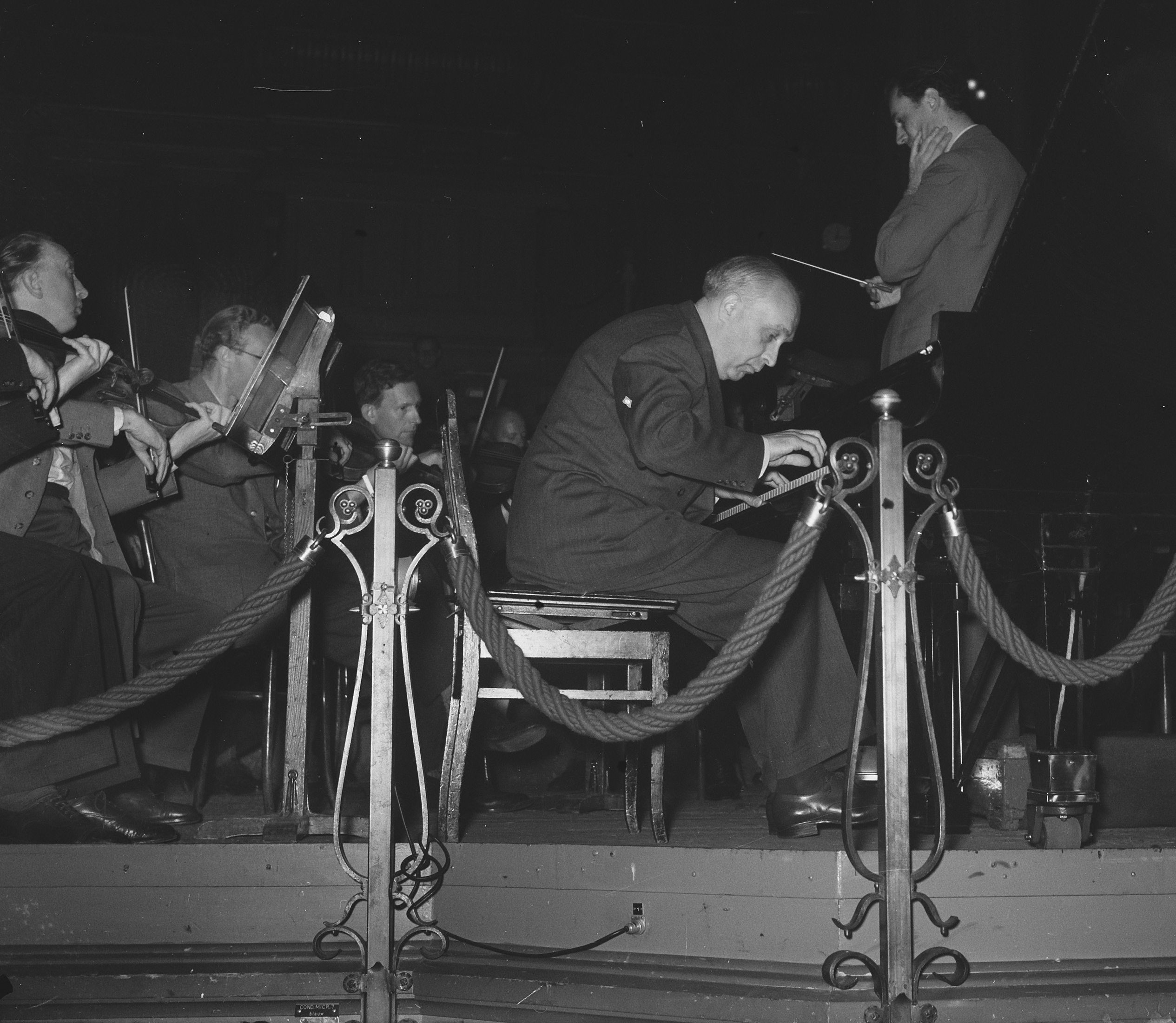
Casadesus al Concertgebouw (1951)

A partir de 1922, Casadesus va col·laborar amb el compositor Maurice Ravel en un projecte per crear rotlles per a piano d'algunes de les seves obres. Casadesus i Ravel també van compartir la plataforma de concerts a França, Espanya i Anglaterra. Casadesus va fer nombroses gires com a solista de piano i sovint va actuar amb la seva dona, la pianista Gaby (L'Hôte) Casadesus, amb qui es va casar el 1921.
A partir de 1935 Casadesus va ensenyar al Conservatori Americà de Fontainebleau. Ell i la seva família van passar els anys de la Segona Guerra Mundial als Estats Units i tenien una casa a Princeton, Nova Jersey. (Entre els seus veïns de Princeton hi havia Albert Einstein, un violinista aficionat; els dos van tocar Mozart junts en privat de vegades.)
Després de la caiguda de França el 1940, Robert i Gaby van establir l'escola Fontainebleau a Newport, Rhode Island. El 1942 l'escola Fontainebleau es va traslladar a Great Barrington, Massachusetts, als Berkshires. El 1943, va actuar com a part d'una sèrie de concerts de Nova York destinats a recaptar diners per al Consell de Coordinació de les Societats de Socors Francesos.
Després de la guerra, el 1946, Robert Casadesus, ara director del Conservatori Americà, va supervisar el seu retorn a Fontainebleau. Entre els seus alumnes hi havia Claude Helffer, Grant Johannesen, Monique Haas, Mary Louise Boehm, Carol Lems-Dworkin i William Eves, que van aparèixer a la sèrie documental de belles arts de Bell Telephone Hour de Casadesus "The First Family of the Piano" (1967).) i va ser instructor de piano durant molt de temps al Bowdoin College. Va continuar gravant i component; la seva darrera composició, la Simfonia núm. 7, "Israel", va ser un homenatge al poble d'Israel i va ser dedicada al seu col·laborador freqüent George Szell; Szell va morir l'any que es va acabar l'obra, 1970, i no es va estrenar fins poc després de la mort de Casadesus el 1972, per un conjunt dirigit pel director Frederic Waldmann a l’Alice Tully Hall de la ciutat de Nova York.
Robert i Gaby Casadesus van tenir tres fills, Jean, Guy i Therese. Casadesus va morir a París, el 19 de setembre de 1972, després d'una breu malaltia i només uns mesos després de la mort del seu fill Jean en un accident d'automòbil. Gaby Casadesus va morir a París el 12 de novembre de 1999. En els seus darrers anys va editar les obres de Ravel per a G. Schirmer, Inc.

### Pronunciació del nom
La pronunciació preferida del cognom de Casadesus és "Kah-zah-deh-su" amb una "s" final silenciosa. Per entrevista en directe ca. 1970 de Robert Casadesus pel locutor Bill Agee de KKHI-AM-FM San Francisco durant un concert en directe de la Simfònica de San Francisco, el Sr. Casadesus va indicar que pronunciava el seu nom tal com es pronuncia en català, Kah-sah-deh'sus, amb la s final pronunciada.

## Llegat
Producte de l'escola del pianisme francès, el seu estil de tocar era clàssic i restringit amb un enfocament molt delicat de la melodia i la línia. Destaca especialment com a intèrpret de Mozart. Entre els seus altres enregistraments hi ha els de la música completa per a piano de Ravel (per la qual va ser guardonat amb el Grand Prix de l'Academie Charles Cros i el Grand Prix de l'Academie du Disque), i les Sonates per a violí de Beethoven amb Zino Francescatti (de que es va rodar la Sonata de Kreutzer i s'ha publicat en DVD). The Bell Telephone Hour (una sèrie de televisió relacionada amb les belles arts emesa a la NBC durant molts anys) va produir una pel·lícula de televisió d'una hora, el 1967, sobre Robert, Gaby i el seu fill Jean, titulada "La primera família del piano".

## Enregistraments
Casadesus era especialment conegut pels seus enregistraments de concerts de Mozart. Va gravar el Concert per a piano núm. 27 de Mozart en si bemoll amb John Barbirolli i la Filharmònica de Nova York el 1941. Més tard, Casadesus va fer enregistraments en LP d'una sèrie de concerts per a piano de Mozart amb George Szell i l'Orquestra de Cleveland (de vegades presentada com la Simfònica de Columbia per raons contractuals), inclosos els núm. 12, 15, 17, 18, 20, 21, 22, 23, 24, 26 i 27, sovint amb les seves pròpies cadències. A Casadesus es va unir la seva dona Gaby i el seu fill Jean en els enregistraments dels concerts de Mozart per a dos i tres pianos, acompanyats per l'Orquestra de Filadèlfia dirigida per Eugene Ormandy. Aquests enregistraments han estat reeditats en CD diverses vegades per Sony Classical.
També va fer enregistraments de quatre dels concerts de Bach per a dos i tres teclats, publicats per Columbia, sota les batues d'Eugène Ormandy, Pierre Dervaux i Edmond de Stoutz. Dels cinc concerts de Beethoven, Casadesus va gravar el Primer, el Quart i el Cinquè, els dos últims en múltiples ocasions i el Quart amb les seves pròpies cadències. També va gravar diverses sonates de Beethoven, tant per a piano sol com per a violí i piano, amb el seu freqüent company de gravació Zino Francescatti.
Casadesus també va ser especialment conegut pels seus enregistraments de repertori francès de compositors com Rameau, Chabrier, Fauré, Debussy i Ravel. El 1951, Casadesus va fer el primer enregistrament integral de les obres completes per a piano solista de Ravel en tres LPs per a Columbia. També va gravar obres franceses per a quatre mans i dos pianos amb la seva dona Gaby.
A més, la producció enregistrada de Casadesus inclou obres de Scarlatti, Schubert, Schumann i Chopin, així com Nits als jardins d'Espanya de Manuel de Falla. Casadesus també va gravar una sèrie de composicions pròpies.

## Valoració crítica
A L'art del piano, David Dubal escriu sobre Casadesus: "es va convertir en el pianista francès absolut, el millor del seu país. Casadesus encarnava les qualitats de l'equilibri gal, el so no forçat, l'estil i la precisió de la tècnica. El seu so era nítid, sec i brillant, com un xampany vintage. Casadesus era un músic sofisticat, el pianisme del qual era fenomenalment flexible. El seu rang era ampli i el seu ús dels pedals era senzillament sorprenent."

## Obres

### Orquestral
- Suite núm. 1, op. 11 (1927)
- Simfonia núm. 1 en re major, op. 19 (1934)
- Suite núm. 2, op. 26 (1937)
- Simfonia núm. 2, op. 32 (1941)
- Suite núm. 3, op. 33 (1942)
- Simfonia núm. 3, op. 41 (1947)
- Simfonia núm. 4, op. 50 (1954)
- Trois danses (3 Danses), Op. 54b (1956)
- Simfonia núm. 5 "sobre el nom de Haydn" (Sobre el nom de Haydn), op. 60 (1959)
- Septet per a orquestra de corda, op. 64 (1961); original per a 2 violins, 2 violes, 2 violoncels i contrabaix
- Simfonia núm. 6, op. 66 (1965)
- Simfonia núm. 7 per a cor i orquestra, "Israel", op. 68 (1967–70)

### Concerts
- Concert núm. 1 per a piano i orquestra, op. 7 (1926)
- Concert per a violí i orquestra, op. 15 (1931)
- Concert per a 2 pianos i orquestra, op. 17 (1933)
- Concertstück (Peça de concert) per a piano i orquestra de cambra, op. 27 (1937)
- Concert per a flauta i orquestra de cambra, op. 35 (1942)
- Concert núm. 2 "per a Dimitri Mitropoulos " per a piano i orquestra, op. 37 (1944)
- Concert per a violoncel i orquestra, op. 43 (1947)
- Capriccio per a piano i orquestra de corda, op. 49 (1952)
- Concert núm. 3 per a piano i orquestra, op. 63 (1961)
- Concert per a 3 pianos i orquestra de corda, op. 65 (1964)

### Música de cambra
- Introducció i polonesa per a violoncel i piano, op. 4 (1924)
- Trio amb piano núm. 1, op. 6 (1924)
- Sonata núm. 1 per a violí i piano, op. 9 (1927)
- Quintet per a flauta, violí, viola, violoncel i arpa, op. 10 (1927)
- Sonata per a viola i piano, op. 12 (1928)
- Quartet de corda núm. 1, op. 13 (1929)
- Quintet amb piano en re menor, op. 16 (1932)
- Sonata per a flauta i piano, op. 18 (1934)
- Deux pièces (2 peces) per a arpa, op. 20 (1935)
- Sonata per a violoncel i piano, op. 22 (1935)
- Sonata per a oboè (o clarinet) i piano, op. 23 (1936)
- Trois intermezzi (3 intermezzi) per a quintet de vent fusta, op. 24 (1936)
- Trio de corda, op. 25 (1937)
- Quartet de corda núm. 2, op. 29 (1940)
- Quartet amb piano, op. 30 (1940)
- Sonata núm. 2 per a violí i piano, op. 34 (1942)
- Suite per a 2 violins sols, op. 39 (1944)
- Trio per a oboè, clarinet i fagot, op. 42 (1947)
- Nonetto per a quartet de corda, quartet de vent i piano, op. 45 (1949)
- Quartet de corda núm. 3, op. 46 (1950)
- Hommage à Chausson (Homenatge a Chausson) per a violí i piano, op. 51 (1954)
- Trio amb piano núm. 2, op. 53 (1956)
- Quartet de corda núm. 4, op. 55 (1957)
- Sextet per a vent fusta i piano, op. 58 (1958)
- Fantasia per a flauta i piano, op. 59 (1959)
- Deux pièces (2 peces) per a fagot i piano, op. 61 (1960)
- Septet per a 2 violins, 2 violes, 2 violoncels i contrabaix (o orquestra de corda), op. 64 (1961)

### Piano
- Le voyage imaginaire (El viatge imaginari), op. 1 (1916)
- Sis peces (6 peces) per a 2 pianos, op. 2 (1920)
- Vingt-quatre préludes (24 préludes), op. 5 (1924)
- Trois berceuses (3 cançons de bressol), op. 8 (1926)
- Sonata núm. 1, op. 14 (1930)
- Huit études (8 estudis), op. 28 (1939)
- Sonata núm. 2, op. 31 (1941)
- Trois danses méditerranéennes (3 danses mediterrànies) per a 2 pianos, op. 36 (1943)
- Chant per la libération de Paris (Cançó per a l'Alliberament de París) per a 2 pianos, op. 38 (1944)
- Toccata, Op. 40 (1946)
- Sonata núm. 3, op. 44 (1948)
- Sis nens, op. 48 (1950)
- Variations d'après l'hommage à Debussy de M. de Falla , Op. 47 (1951)
- Suite en La (Suite en A), Op. 52 (1956)
- Trois danses (3 Danses), Op. 54a (1956)
- Sonata núm. 4, op. 56 (1957)
- Sonata per a 2 pianos, op. 62 (1960)
- Trois berceuses (3 cançons de bressol), op. 67 (1966)
- Improvisat, Op. 67 núm. 4 (1967)

### Vocal
- Spleen per a veu i orquestra, Op.3 (1923)
- Trois rondels per après per a veu i piano, op. 21 (1935)
- Sept épigrammes sur des tombeaux grecs per a veu i orquestra, Op. 57 (1958)